# Ptycholoma lecheana

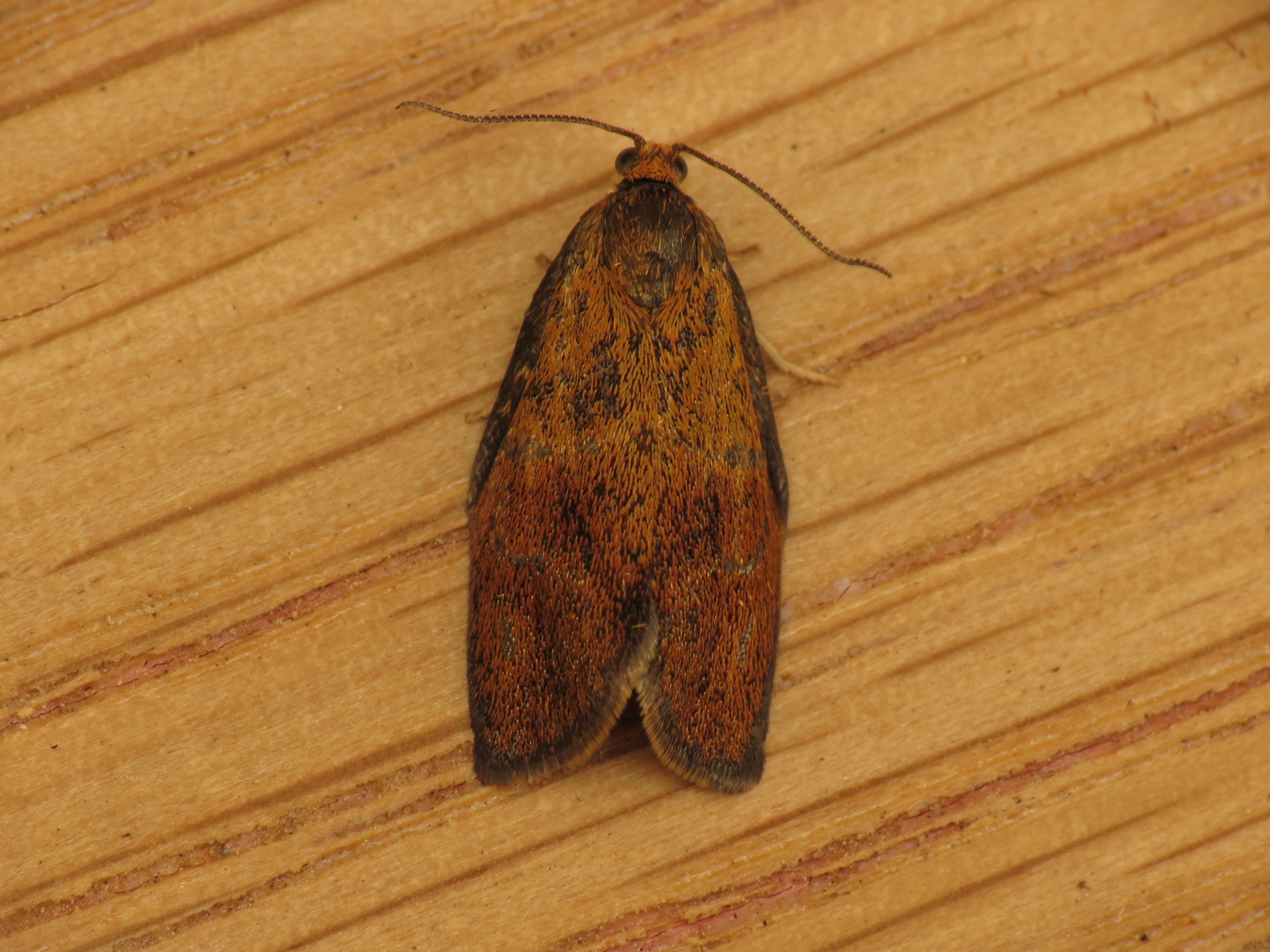
Männchen, Dorsalansicht

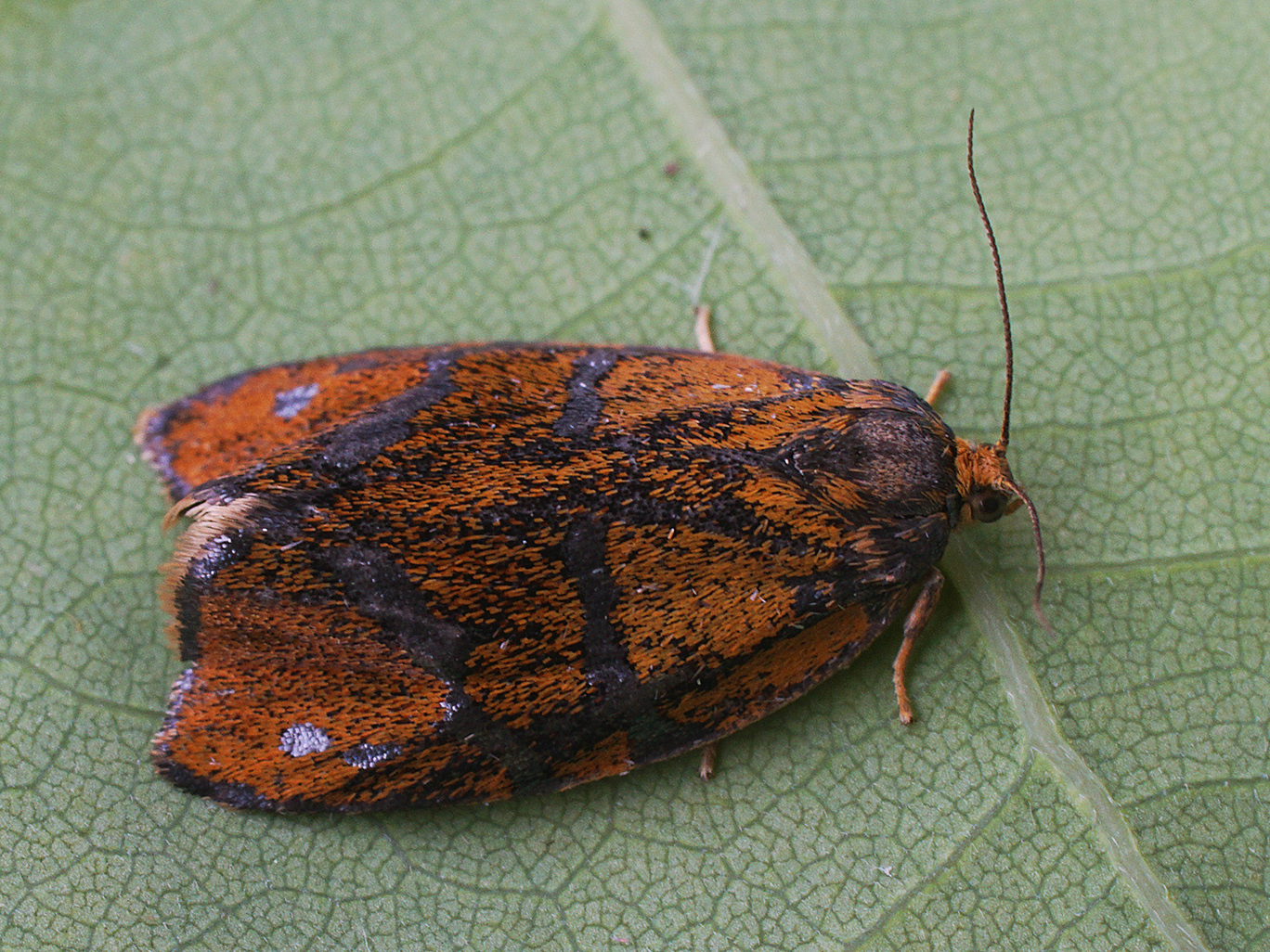
Ptycholoma lecheana, Weibchen

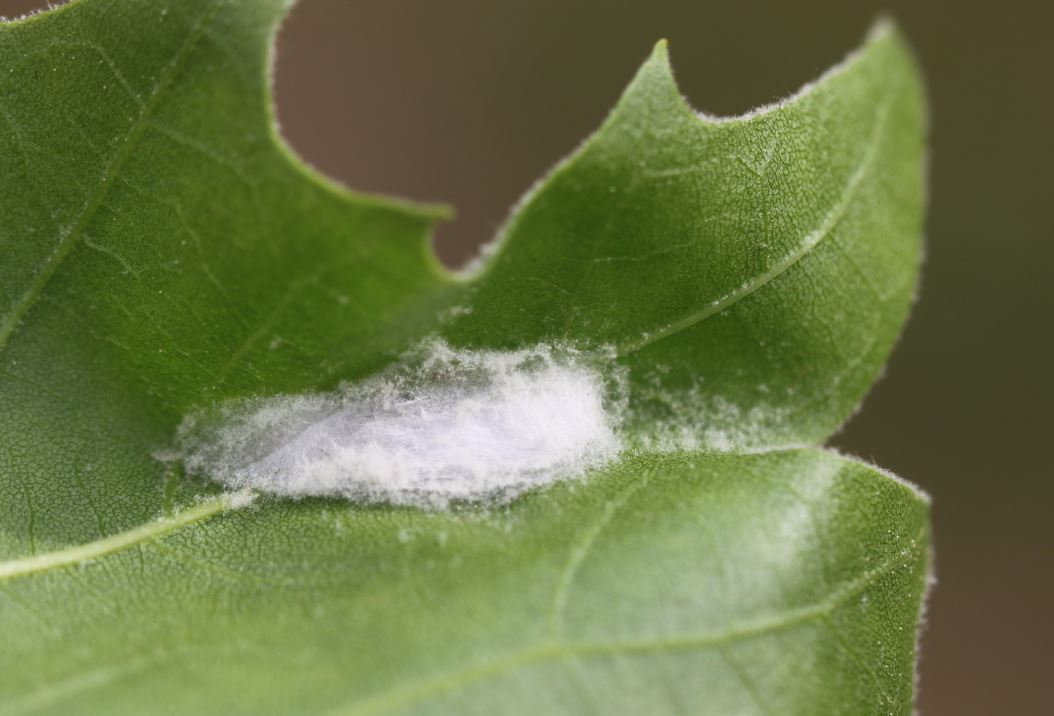
Gespinst auf der Unterseite eines Platanenblattes mit einer darin enthaltenen Puppe

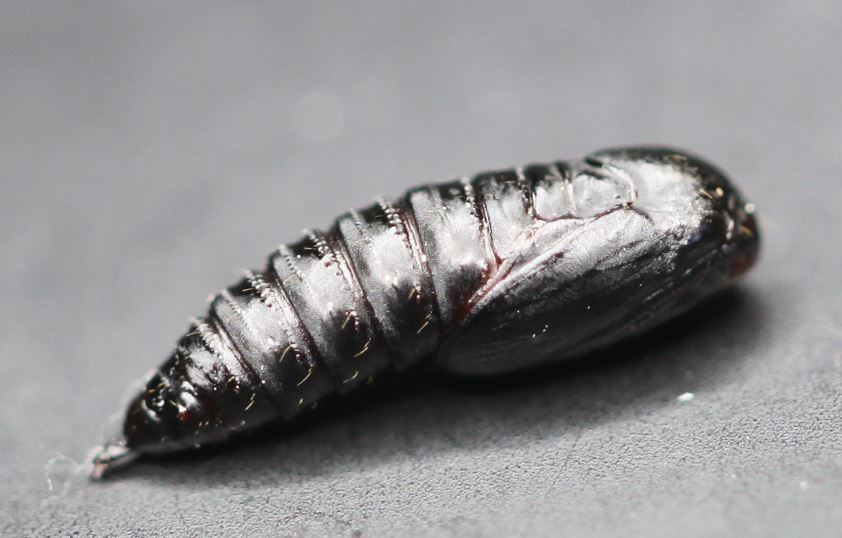
Puppe

Ptycholoma lecheana ist ein Schmetterling (Nachtfalter) aus der Familie der Wickler (Tortricidae).

## Merkmale
Ptycholoma lecheana besitzt eine Flügelspannweite von 16–20 mm. Die Vorderflügel besitzen eine bräunliche Grundfärbung mit einer stark ockergelben Bestäubung. Sie besitzen eine charakteristische Zeichnung bestehend aus metallisch silbern schimmernden Schuppen. Die Männchen besitzen im Gegensatz zu den Weibchen eine dunkle Costal-Falte am inneren Vorderrand der Vorderflügel. Die bräunlichen Hinterflügel besitzen keine Zeichnung. Die Jungraupen sind grün mit einer schwarzen Kopfkapsel sowie einem schwarzen Nackenschild. Bei den ausgewachsenen Raupen ist die Kopfkapsel und der Nackenschild hellbraun, die Oberseite der reiferen Raupen ist meist dunkelgrün bis grau gefärbt. Die schwarze Puppe besitzt eine Länge von etwa 8 mm.

## Verbreitung
Ptycholoma lecheana ist in der Paläarktis beheimatet. Die Art kommt in weiten Teilen Europas, einschließlich den Britischen Inseln, vor. Im Osten reicht das Vorkommen über Kleinasien bis in den Fernen Osten Asiens (China, Korea, Japan, russische Pazifikregion).

## Lebensweise
Die Falter fliegen in Westeuropa von Mitte Mai bis Juli. In China dauert die Flugzeit von Ende Mai bis Anfang Juni. Die Raupen von Ptycholoma lecheana fressen an den Blättern verschiedener Bäume und Büsche. Zu diesen zählen Tannen, Ahorne, Weißdorne, Buchen, Eschen, Lärchen, Äpfel, Fichten, Pappeln, Vogel-Kirsche, Sauerkirsche, Gewöhnliche Traubenkirsche, Schlehdorn, Eichen, Schwarze Johannisbeere, Weiden, Vogelbeere, Linden und Feldulme. Sie halten sich dabei gewöhnlich in zusammen gesponnenen Blattrollen auf. Zur Überwinterung weben sich die Raupen ein Gespinst in einem Spalt in der Rinde ihres Wirtsbaumes. Die Verpuppung findet im Frühjahr statt, meist in einem Gespinst auf der Blattunterseite ihres Wirtsbaumes. 